# Diecezja Chikwawa
Diecezja Chikwawa (łac. Diœcesis Chiquavana) – diecezja rzymskokatolicka w Malawi. Powstała w 1965 z części terenu archidiecezji Blantyre.

## Główne świątynie
- Katedra: Katedra św. Michała w Chikwawie

## Biskupi diecezjalni
- Bp Eugen Vroemen SMM (1965–1979)
- Bp Felix Eugenio Mkhori (1979–2001)
- Bp Peter Martin Musikuwa (od 2003)